# Ahmose-Sitkamose
Ahmose-Sitkamose, princesa egipcia de finales de la dinastía XVII y comienzos de la dinastía XVIII. Son desconocidas su filiación exacta y su marco cronológico, ya que apenas hay vestigios de ella. Otras formas de su nombre: Sitkamosis, Satkamosis, Sitkames ...
El significado de su segundo nombre (Hija de Kamose) parece indicar que su padre era el último rey de la XVII Dinastía, el malogrado Kamose. Si así fuera, cuando su padre murió, la princesa aún sería una niña y, de haber tenido alguna prerrogativa en el camino sucesorio, los tiempos bélicos de entonces hicieron que fuera su tío o su hermano, el joven Amosis I el que ocupase el trono. Por otro lado, quizás fuese hija de Ahmose y de Ahmose-Nefertari, y su segundo nombre fuera puesto en honor del difunto Kamose.
Se desconoce si Ahmose-Sitkamose llegó a casarse con algún faraón (Ahmose o Amenhotep I habrían sido los candidatos más posibles, dependiendo de quién fuera su padre), pero es poco probable, pues en ningún lado aparece con el título de Gran Esposa Real. Sin embargo, si posee el título de Esposa del dios, que significaba portar la mayor legitimidad dinástica posible en sus venas.
La momia de Ahmose-Sitkamose, fue una de las muchas halladas en el escondrijo de DB320 acompañada de ilustres faraones, las familias de los reyes-sacerdotes tebanos y también de sus padres, abuelos, tíos y hermanos, la familia real ahmósida que protagonizó el nacimiento de la XVIII Dinastía. 
Tenía unos treinta años al morir y Grafton Elliot Smith la describió como una mujer de constitución fuerte, casi masculina. La momia había sufrido daños por parte de los saqueadores de tumbas, que abrieron todo el torso a la búsqueda de amuletos y joyas. Tenía el brazo izquierdo roto a la altura del hombro y faltaba la parte posterior del cráneo, quedando a la vista el cerebro, que no había sido retirado. Un exceso de resinas durante el embalsamamiento se había oscurecido y endurecido sobre el cuerpo, mostrando la impresión de varios artículos de joyería sustraídos por los ladrones. Más daños fueron causados por ratones, que royeron la parte posterior del muslo izquierdo y el glúteo derecho de Sitkamose.